# 長澤靖
長澤 靖（ながさわ やすし、1959年3月25日 - ）は、日本の挿絵画家、陶芸家。元中学校教諭。
第二次世界大戦時、広島市に住んでいた少年が愛用していた弁当箱を題材とした絵本作品『まっ黒なおべんとう』の挿絵を手がけた。

## 経歴
広島県出身。広島大学卒業。大学時代、 鉄道研究会を創設した。かつて中学校の技術科教諭を勤めており、子供たちへ平和の尊さを伝える活動を長年続けてきた。
1989年には、母親が息子の遺体を見つけ、そのかたわらにあった、食べることが出来ずまっ黒に炭化した弁当の話『まっ黒なおべんとう』（児玉辰春 作）の挿絵を手掛けた。その後アニメ映画化もした。1996年には、第6回けんぶち絵本の里大賞ひばからす賞を受賞。
2022年、広島県立美術館による第10回新県美展へ入選。翌年には、大竹市の古民家を自らの手で改修し、窯小屋も作り上げたとしてちゅぴCOMひろしまのテレビで取り上げられた。同年、玖波公民館にて「地元のアート - 長澤靖の世界 - 」として個展を開催。トークショーも行われた。
陶芸家としても活動し、器ではなく人形や機関車などを制作。2024年、『スチーム ライダーズ』で第53回公募全陶展東京都知事賞を受賞した。
受賞作品を元教え子がX（旧 Twitter）へ投稿。多数のコメントが寄せられ、大きな話題となった。
同年11月、大竹市立戸の市こども相談室前の縦4メートル横15メートル壁画がリニューアル。デザインと下絵を担当した。着色は地域の中学校の美術部員によって行われ、2011年以来のリニューアルとなった。

## 著書
- 『まっ黒なおべんとう』新日本出版社、1989年 - 挿絵を担当、著者:児玉辰春
- 『かえってきたつりがね』鈴木出版、1996年 - 挿絵を担当、著者:児玉辰春
- 『虹の花咲く通潤橋』汐文社、1998年 - 挿絵を担当、著者:児玉辰春
- 『くちなしの花 八月―ヒロシマヤケノハラニナル』草土文化、2001年 - 挿絵を担当、著者:児玉辰春
- 『軽便を求めて』上下、善勝印刷、2021年 - 本文、挿絵の両方を手がけた
- 『活動遺産』デザインエッグ、2024年 - インタビューを受けたひとり - 編者:清古尊

## 出演
- PiNECoNeSのまちあそびラジオ♪（2021年、FMはつかいち）

- 優男がゆく!（2024年、ちゅぴCOMひろしま）